# Бикерниекская волость
Бикерниекская волость (латыш. Biķernieku pagasts) — одна из 25 волостей Аугшдаугавского края Латвии. Административным центром волости является село Бикерниеки.